# Corynebacterium minutissimum
Corynebacterium minutissimum é um bastonete Gram-positivo causador da doença de pele chamada eritrasma.
Esta bactéria pertence á flora normal da pele, mas em condições adversas (pacientes com diabetes, umidade excessiva, obstrução prolongada da pele) ocasiona assaduras, geralmente nas axilas, entre as coxas e genitais e ainda entre os dedos.
O exame é necessário para se descobrir os diferentes tipos de doenças de pele.